# بطولة العالم للعدو الريفي 1975
الدورة 3 من بطولة العالم للعدو الريفي التي ينظمها الاتحاد الدولي لألعاب القوى، والتي أقيمت في مدينة الرباط بالمغرب سنة 1975.

## النتايج

### سباقات العدو الطويل رجال

#### فردي
| الميدالية | العداء                      | التوقيت     |
| ذهب       | إيان ستيويرت إسكتلندا       | 35:20 دقيقة |
| فضة       | ماريانو هارو إسبانيا        | 35:21 دقيقة |
| برونز     | بيل رودجير الولايات المتحدة | 35:28 دقيقة |

#### فرق
| الميدالية | العداء          | النقاط   |
| ذهب       | نيوزيلندا       | 127 نقطة |
| فضة       | المملكة المتحدة | 198 نقطة |
| نحاس      | بلجيكا          | 211 نقطة |

### سباقات العدو للشباب فتيان

#### فردي
| الميدالية | العداء                      | التوقيت     |
| ذهب       | بوبس توماس الولايات المتحدة | 21:00 دقيقة |
| فضة       | جوسي لويس غونزاليس إسبانيا  | 21:18 دقيقة |
| برونز     | جون تريسي جمهورية أيرلندا   | 21:23 دقيقة |

#### فرق
| الميدالية | العداء           | النقاط  |
| ذهب       | الولايات المتحدة | 29 نقطة |
| فضة       | جمهورية أيرلندا  | 35 نقطة |
| نحاس      | إسبانيا          | 44 نقطة |

### سباقات العدو الطويل نساء

#### فردي
| الميدالية | العداء                      | التوقيت     |
| ذهب       | جولي براون الولايات المتحدة | 13:42 دقيقة |
| فضة       | برونيسلوا لودويشوسكا بولندا | 13:47 دقيقة |
| برونز     | كارمين فاليرو إسبانيا       | 13:48 دقيقة |

#### فرق
| الميدالية | العداء           | النقاط  |
| ذهب       | الولايات المتحدة | 44 نقطة |
| فضة       | نيوزيلندا        | 50 نقطة |
| نحاس      | بولندا           | 61 نقطة |